# Daniel Noboa
Daniel Roy Gilchrist Noboa Azín (Miami, 30 novembre 1987) è un politico e imprenditore ecuadoriano, Presidente dell'Ecuador dal 23 novembre 2023.
È stato precedentemente membro dell'Assemblea nazionale dal 14 maggio 2021 fino allo scioglimento avvenuto il 17 maggio 2023. Prima d'intraprendere la carriera politica, ha ricoperto diversi incarichi dirigenziali presso la Noboa Corporation, un'azienda dedita all'esportazione fondata da suo padre Álvaro Noboa.
Noboa è il più giovane leader di stato in carica democraticamente eletto al mondo, e il terzo leader di stato più giovane dopo Gabriel Attal della Francia e Ibrahim Traoré del Burkina Faso.

## Biografia
Daniel Roy-Gilchrist Noboa Azín è nato il 30 novembre 1987 nella città statunitense di Miami. È il figlio di Álvaro Noboa, l'uomo più ricco dell'Ecuador e cinque volte candidato alla presidenza e della dottoressa Annabella Azín.
Grazie al patrimonio della sua famiglia, all'età di diciotto anni, fonda la propria azienda, la DNA Entertainment Group, dedicata all'organizzazione di eventi. Dopo aver studiato alla Stern School of Business della New York University, ha conseguito la laurea in Business Administration nel 2010. Successivamente è entrato a far parte dell'azienda di famiglia, la Noboa Corporation, dove è diventato direttore delle spedizioni e si è occupato anche di commerciale e logistica dal 2010 al giugno 2018.
Nel 2019 ha conseguito un master in Business Administration presso la Kellogg School of Management. Un anno dopo, ha conseguito un master in Pubblica amministrazione presso l'Università Harvard. Più tardi, nel 2022, ha conseguito un master in Comunicazione politica e governance strategica presso l'Università George Washington.
È stato eletto deputato alle elezioni legislative del 2021, in rappresentanza di Santa Elena, dal movimento politico Ecuadoriano Unito. Nel maggio dello stesso anno divenne presidente della Commissione per lo sviluppo economico, produttivo e della microimpresa. Nel marzo 2023 si è espresso a favore della “Muerte Cruzada”, un meccanismo che regola l'impeachment del presidente dell'Ecuador e lo scioglimento dell'Assemblea nazionale, avvenuto nel 2023 vista la bocciatura e l'archiviazione della legge sugli investimenti, presentata dal governo di Guillermo Lasso.
Si è candidato alle elezioni presidenziali del 2023 per la coalizione liberale Acción Democrática Nacional (ADN), al primo turno ha raccolto il 23,66% dei voti, riuscendo ad accedere al ballottaggio in cui è stato eletto presidente con il 51,83% dei voti, battendo la candidata di sinistra Luisa González.

### Presidenza

#### 2023
Il presidente della Colombia Gustavo Petro è stato l'unico capo di Stato straniero a partecipare alla sua cerimonia di insediamento. Il suo discorso inaugurale è durato sette minuti, in cui ha criticato i "vecchi paradigmi" dell'Assemblea nazionale. Poiché Noboa è stato eletto in un'elezione lampo, al momento del suo insediamento aveva solo 18 mesi per governare e completare il resto del mandato del predecessore Lasso, prima che questo scada naturalmente prima delle prossime elezioni previste nel 2025.
Poco dopo il suo insediamento, Noboa ha promesso riforme per ridurre la violenza e creare opportunità di lavoro nel Paese, anche se non aveva nominato un ministro delle finanze. Inizialmente aveva annunciato che avrebbe nominato l'economista Sariha Moya come ministro delle finanze, ma alla fine le ha affidato la guida del Segretariato per la pianificazione del Paese. Molti dei membri del Gabinetto del Presidente hanno prestato giuramento il 23 novembre 2023, tra cui Ivonne Núñez, che è diventata ministro del lavoro e Zaida Rovira, che è diventata ministro dell'inclusione, dell'economia e del sociale.
A due giorni dall'inizio del suo mandato, ordinò al ministero degli interni di abrogare la tabella del consumo di droga, che secondo lui incoraggiava il "microtraffico". Contemporaneamente diede istruzioni ai ministeri degli interni e della salute di creare programmi per ridurre il consumo di stupefacenti e fornire cure ai tossicodipendenti. In conflitto con la sua vicepresidente, Veronica Abad, fin dai primi giorni del suo mandato, decise di allontanarla nominandola "collaboratrice per la pace" tra Israele e i palestinesi, missione che avrebbe svolto dall'ambasciata ecuadoriana a Tel Aviv. Allo stesso tempo, ha annunciato la riorganizzazione della vicepresidenza per ridurne i poteri. Verónica Abad lo accusò di averla mandata "a morire in guerra". In effetti, Noboa inviò Abad in Israele settimane dopo l'evacuazione di numerosi diplomatici da Israele per l'attentato dell'ottobre 2023 e con il decreto 90 tagliò la sicurezza della vicepresidente mentre lei rimaneva fuori dall'Ecuador.
Nel tentativo di ridurre il sovraffollamento delle carceri, Noboa ha proposto l'espulsione di 1.500 prigionieri stranieri incarcerati in Ecuador il 15 dicembre. Ha inoltre dichiarato che prenderà in considerazione la costruzione di due carceri di massima sicurezza, ispirandosi a El Salvador. Lo stesso giorno, Noboa ha annunciato che avrebbe cercato di tagliare 1 miliardo di dollari di spese governative, raccogliendo al contempo entrate attraverso riserve d'oro per circa 300 milioni di dollari.
Il 9 dicembre Noboa è intervenuto al Consiglio di sicurezza delle Nazioni Unite, sottolineando come priorità le attività delle bande criminali e la sicurezza generale. Il 10 dicembre 2023, Noboa ha partecipato all'insediamento del Presidente argentino Javier Milei. A margine dell'insediamento di Milei, Noboa ha incontrato il Presidente ucraino Volodymyr Zelens'kyj, che lo ha elogiato per la sua posizione nei confronti dell'invasione russa. I due hanno discusso dell'espansione delle relazioni bilaterali, soprattutto in materia di sicurezza e commercio. Zelens'kyj ha inoltre invitato Noboa a visitare l'Ucraina.

#### 2024
Il 7 gennaio 2024, il leader della gang dei Los Choneros José Adolfo Macías Villamar è evaso dal carcere della città di Guayaquil, nel giorno del suo previsto trasferimento in un carcere di massima sicurezza. I fatti sono stati denunciati dalle autorità il giorno successivo, con accuse a due guardie carcerarie. In seguito all'evasione, Noboa ha dichiarato lo stato di emergenza, che sarebbe durato 60 giorni, dando alle autorità il potere di sospendere i diritti delle persone e consentendo la mobilitazione dei militari all'interno delle carceri. Due giorni dopo si sono verificati attacchi armati in massa in tutto il Paese, compresi gruppi armati che hanno preso d'assalto una stazione di trasmissione televisiva. L'opposizione di sinistra sostiene il governo: "È il momento dell'unità nazionale. Il crimine organizzato ha dichiarato guerra allo Stato e lo Stato deve prevalere". Alcuni analisti criticano il Presidente Noboa per aver dato una risposta al crimine esclusivamente basata sulla sicurezza, senza fare alcun annuncio su possibili riforme della polizia e della magistratura, da alcuni ritenute altamente corrotte, o su politiche sociali per combattere le cause profonde della violenza.
Nell'aprile 2024 Noboa ordina alla polizia di fare irruzione nell'ambasciata messicana a Quito per arrestare l'ex vicepresidente Jorge Glas, condannato per corruzione, in un'evidente e grave violazione del territorio di uno Stato sovrano. Poche ore prima dell'attentato, gli era stato concesso l'asilo politico. L'aggressione ha portato il Messico a interrompere le relazioni con l'Ecuador. Il giorno seguente, il Nicaragua ha seguito l'esempio in solidarietà con il Messico. Il Venezuela ha chiuso l'ambasciata e i consolati ecuadoriani a causa del raid, condannando le azioni dell'Ecuador.
Nel maggio 2024, Noboa si è registrato per la rielezione alle prossime elezioni generali del 2025. Nell'agosto 2024, Noboa ha nominato María José Pinto González Artigas come sua compagna di corsa, andando contro la sua vicepresidente Verónica Abad Rojas. Sia Noboa che Abad Rojas hanno preso le distanze l'uno dall'altra sin dall'insediamento, con Abad Rojas che ha "lanciato attacchi personali" contro Noboa, mentre l'amministrazione di Noboa ha reagito a diversi "commenti controversi" di Abad Rojas. Nel novembre 2024, Abad Rojas è stata temporaneamente sospesa come vicepresidente dal governo ecuadoriano dopo non aver lasciato Israele e non essersi recata in Turchia. Noboa ha nominato la segretaria della pianificazione nazionale Sariha Moya come vicepresidente ad interim.
L'indice di gradimento pubblico di Alberto Noboa è sceso dall'81% all'inizio del suo mandato presidenziale al 32% un anno dopo. In particolare, deve affrontare il fallimento della sua politica di sicurezza pubblica e la crisi economica, con l'Ecuador in recessione, i tagli all'elettricità quotidiani e la povertà in aumento.

### 2025
Ricandidatosi alla Presidenza al seguito di una campagna elettorale sulla sicurezza e sul suo operato fino a quel momento in occasione delle elezioni del 2025, viene rieletto al ballottaggio con oltre il 55% dei voti.

## Vita privata

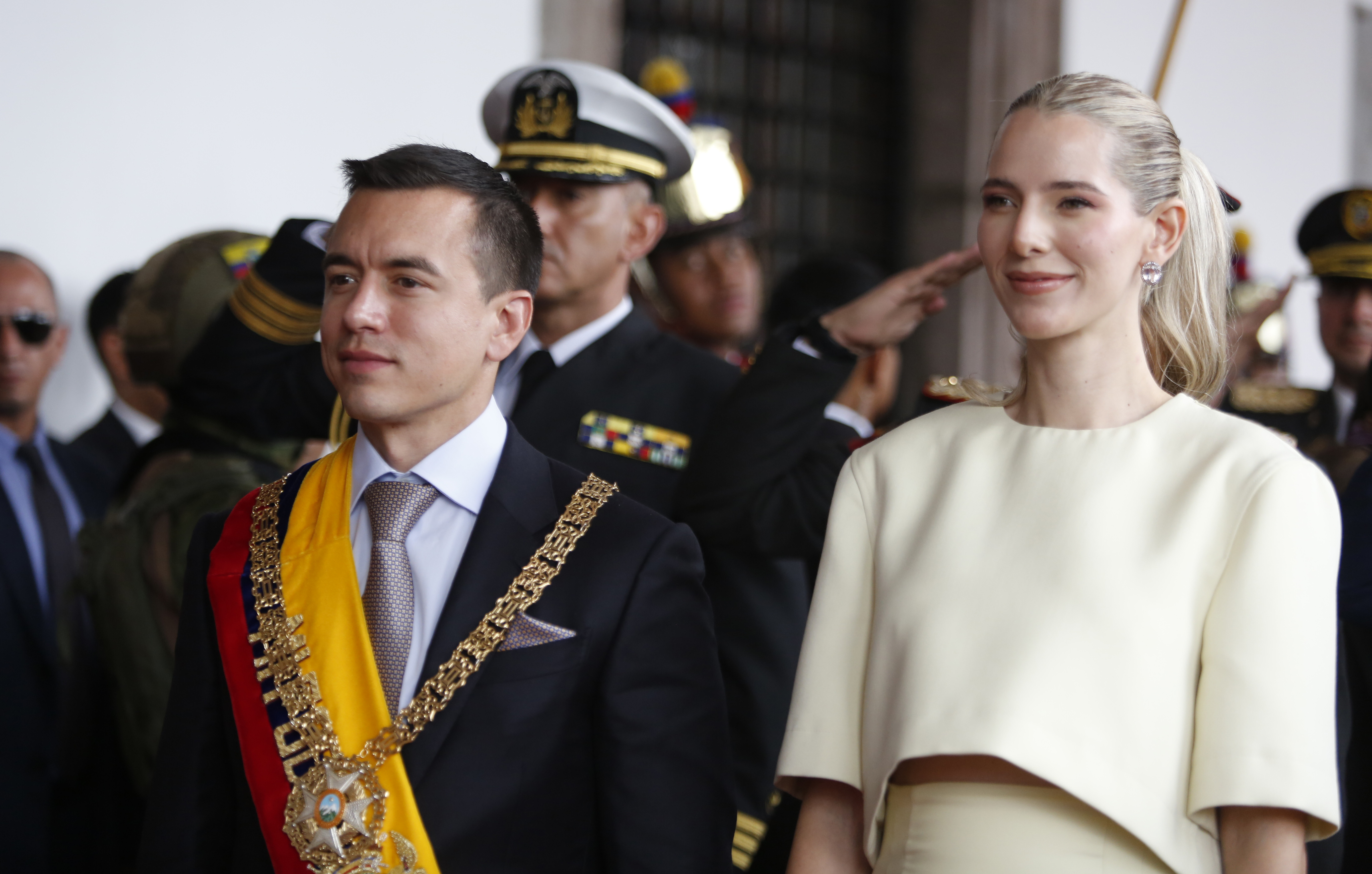
Noboa con la moglie Lavinia Valbonesi alla cerimonia di insediamento, novembre 2023

Il 23 dicembre 2017 ha sposato Gabriela Goldbaum. Insieme hanno avuto una figlia. Tuttavia, in seguito hanno divorziato dopo un lungo processo legale.
Nel 2019 ha conosciuto la social influencer Lavinia Valbonesi, che ha sposato il 28 agosto 2021, dopo un anno e otto mesi di relazione. Hanno due figli.

## Società in paradisi fiscali
Nell'ottobre 2023, Folha de S.Paulo ha rivelato che Daniel Noboa possiede, secondo i Pandora Papers, due società offshore con sede a Panama. È inoltre legato a diverse altre società, di proprietà del padre, situate in paradisi fiscali. La legge ecuadoriana vieta ai candidati a cariche elettive di possedere beni in paradisi fiscali.